# Système d'information de gestion de l'éducation
Un système d'information de gestion de l'éducation (SIGE, anglais: EMIS, education management information system) est un système du management d'information créé pour la gestion d'information d'un système d'éducation. Un SIGE facilite la collection des données, le traitement, l'analyse et le rapport des informations de l'éducation y compris des écoles, étudiants, professeurs et personnel. L'information du SIGE est utilisé par des ministères de l'éducation, par NGOs, chercheurs, donateurs et des autres parties prenantes de l'éducation pour la recherche, planification, monitoring  et évaluation et prise de décision. L'information venant du SIGE est particulièrement utilisé pour créer des indicateurs qui surveillent la performance d'un système d'éducation et pour gérer la distribution et allocation des services et ressources de l'éducation.

## Cycle de vie d'un SIGE
Le cycle de vie du SIGE suit généralement le procès annuel:
1. Collection des données - création des instruments d'enquête, distribution et collecte des données des écoles
2. Traitement des données - organisation, traitement, vérification et nettoyage des données
3. Analyse des données - agrégation, calcul et interprétation des données.
4. Rapport des données - publication et diffusion des informations

Un SIGE est une exigence clé pour que le gouvernement puisse surveiller et évaluer son progrès vers les  objectifs du millénaire pour le développement (OMD) et les objectifs Education for All (EFA).

## Modules d'un SIGE
Bien que les plates-formes des SIGE varient en ce qui concerne les dimensions et capacités, la majorité des systèmes incluent les modules ci-dessous:
- écoles / institutions
- élèves / étudiants
- professeurs / personnel
- classes
- affiliation / diplômés
- édifices et infrastructure
- manuels et ressources
- finances

## Exemples d'un SIGE
Une plateforme du nom OpenEMIS a été créée par l'UNESCO comme un système sans royalties qui peut être personnalisé facilement pour atteindre des besoins particuliers des pays membres.
Un exemple commercial est le projet argentin GoSchool.